# 1er régiment de carabiniers (Belgique)
Ne pas confondre avec le 1er régiment de carabiniers français
Le 1er régiment de carabiniers (néerlandais : 1ste regiment carabiniers) était une unité d'infanterie de la force terrestre des forces armées belges. Il fusionne en 1992 avec le 1er régiment de grenadiers pour former le régiment de carabiniers Prince Baudouin - Grenadiers.

## Historique

### Origines
Durant la révolution belge de 1830, le 27 septembre, un régiment de chasseurs de Bruxelles est formé à partir de volontaires et de conscrits belges de bataillons de chasseurs et de grenadiers de l'armée néerlandaise. Le 1er novembre 1830, le gouvernement provisoire décrète la création du 1er régiment de chasseurs à pied. Ce régiment est intégré à l'Armée de la Meuse lors de la campagne des 10 jours et combat à Herderen, Houthalen, Riemst, Kermt et Kortessem L'arrêté royal du 9 juillet 1847, renomme ce 1er régiment de chasseurs à pied en 1er régiment de chasseurs-carabiniers, puis par l'arrêté du 5 mars 1850 en 1er régiment de carabiniers. En 1868, les anciennes carabines à percussion sont remplacées par des carabines Terssen à chargement par la culasse et équipé de la baïonnette Yagatan. En 1870, participe à l'armée d'observation à la frontière franco-belge. En 1894, il prend ses quartiers à la caserne Prince Baudouin à Schaerbeek.
En 1898, les 4e compagnies du régiment de carabiniers furent équipées de vélos. En 1911, ces compagnies furent rassemblées pour former un bataillon de cyclistes au sein du régiment. Le 1er décembre 1913, ce bataillon fut détaché du régiment et devint le 1er bataillon de carabiniers-cyclistes.

## Première Guerre mondiale
Le 1er août 1914, le régiment est dédoublé pour former le 3e régiment de carabiniers. Ils forment ensemble la 19e brigade mixte.
Le 3 août, il prend position autour de Wavre. Le 4 août, l'Allemagne envahi la Belgique. Le 18 août, des Allemands sont signalés au nord de Gembloux, le régiment y est envoyé et y fait liaison avec le corps de cavalerie français du général Sordet
Les 24, 25 et 26 août, il combat pour la première fois lors de sa participation à la première sortie d'Anvers à l'avant-garde de la 6e division d'armée. Il reçoit rapidement l'ordre général de se replier sur Anvers. 
Du 9 au 12 septembre 1914, il lutte contre les Allemands à Wackerzeel, Werchter et à la ferme Dooremael avec son régiment frère, le 3e carabiniers qui est dissous le 17 septembre, conséquence des pertes élevées. 
Le 29 septembre, il participe à des affrontements à Sneppelaer et le 7 octobre à Berlaere. Durant la bataille de l'Yser, le régiment est engagé au Oud-Stuyvenskerke et dans les combats de la boucle de Tervate. Après ces combats, il reste 47 officiers et 2 345 hommes de troupes, soit la moitié de l'effectif, et 8 compagnies restent sans officiers. Le 14 novembre, à la suite de renforts, il se compose de trois bataillons à quatre compagnies.
Du 8 décembre 1914 au 14 février 1915, il occupe le secteur de Dixmude. Il est en repos à la côte quand le 15 mars il reçoit le renfort d'un bataillon. Le 9 mars de la même année, il passe au secteur de Noordschoote-Steenstraete. Du 1er au 9 avril, les Allemands attaquent lourdement le poste avancé de Drie-Grachten. Le 22 avril, deux bataillons du régiment prennent part à la bataille de Steenstraete où les Allemands utilisent pour la première fois des gaz asphyxiants. Du 6 août au 15 décembre 1915, il occupe de nouveau le secteur de Dixmude.
Du 20 janvier 1916 au 1er décembre, il est positionné dans le secteur plus calme de Nieucapelle. Le 1er décembre, il est placé en réserve dans la région de Leysele. Le 26 décembre, le régiment est de nouveau dédoublé et le 3e régiment de carabiniers est reformé. Ils forment ensemble la 17e brigade sous les ordres du général Baltia.  Du 9 février 1917 au 3 mai, il occupe à nouveau le secteur de Steenstraete. Le 16 mai il retourne dans le secteur de Nieucapelle. Le 18 février 1918, il prend position dans le secteur de Nieuport. 
Le 9 août, il est dans le secteur de Boesinghe. 
Le 28 septembre, il participe à l'offensive des Flandres. Il combat à Westroosebeke et Rumbeke. Le 11 novembre, jour de l'armistice, le régiment a progressé jusque Heyste.
Le 22 novembre, il défile dans les rues de Bruxelles.

## Entre-deux-guerres
Le 21 juillet 1930, le roi Albert renomme le régiment en régiment de carabiniers prince Baudouin en mémoire de son frère décédé, le Prince Baudouin.

## Seconde guerre mondiale
Il effectue la campagne de mai 1940 intégré à la 6e division d'infanterie. Il est mobilisé le 25 août 1939 à la caserne Prince Baudouin à Schaerbeek. Le 15 avril, il est envoyé sur le canal Albert et y remplace le 5e régiment de chasseurs à pied. Contrairement à ces derniers, il n'est plus logé chez l'habitant à Einthout mais dans les écoles des filles et des garçons, les salles Standaard et Ons Huis, le château Ossenstal et dans des baraquements en bois. À Vorst, il est également logé dans des baraquements en bois mais également dans des fermes. Le 18 avril, le château Ossenstal est détruit dans un incendie accidentel provoqué par un soldat. Le 10 mai vers 1h30 du matin, l'alerte est donnée et le régiment rejoint ses positions défensives au sud du canal Albert entre Vorst et Eindhout avec à sa gauche le 1er régiment de grenadiers et à sa droite le 9e régiment de ligne. Les premiers avions ennemis sont aperçus dans la soirée.
Le 11 mai, au lever du jour, la Luftwaffe est de nouveau de la partie, aussi bien le 1er grenadiers que le 9e de ligne sont attaqués. Le 1er carabiniers quant à lui est épargné. Les ponts de son secteurs sont dynamités vers 19 h 55 après avoir vu passer de nombreux réfugiés. À 20h00, tombe l'ordre de battre en retraite. L'état-major craint en effet l'encerclement à la suite de la percée des positions de la 7e division d'infanterie et la prise de Tongres par l'armée allemande. À 23 h 00, les dernières colonnes prennent la route pour Westerlo, le 3e bataillon formant l'arrière-garde. La retraite est rendue lente et difficile par l'encombrement des routes et l'obligation de circuler tous feux éteints.
Le 12 mai, à 4h00 du matin, le régiment s'est éloigné du canal de seulement 10 km. Le 3e bataillon atteint finalement Westerlo fin de matinée avant de quitter la ville vers 13h00 en direction de Hulshout. Mais avant de partir, le régiment reçoit l'ordre de retourner sur ses anciennes positions sur le canal. Le 3e bataillon y arrive durant la nuit, sous les bombardements allemands. Le 1er bataillon atteint le pont de Kwaadmechelen vers 8h00 le 13 mai et subit directement le feu ennemi. Le 2e bataillon atteint lui Vorst-Laakdal et est également attaqué. L'ordre de l'état-major d'abandonner le canal Albert est décidé ce même jour à 14h30, mais n'atteindra le 1er régiment de carabiniers qu'à 22h30 qui fut le dernier régiment belge en action sur le canal. Les bataillons sont alors envoyés vers Veerle sur la ligne KW. 
Le 14 mai, après une longue marche, il atteint la ligne KW à Wavre-Sainte-Catherine.
Le 15 mai, le régiment se repose et est placé en seconde ligne.
Le 16 mai, au lever du jour, le régiment doit creuser de nouvelles positions autour de Duffel. Il se trouve ainsi à l'ouest du secteur Lier-Koningshooikt en seconde ligne par rapport aux autres unités de la 6e division qui tiennent la ligne KW. Durant la nuit, tombe l'ordre pour le régiment de décrocher sur le canal Gand-Terneuzen. Le régiment prend ainsi la route de Malines dans la nuit du 16 au 17. Vers 02h00, les colonnes quittent la chaussée Lier-Malines pour atteindre via des routes de campagne la Dyle et la traverser sur un pont temporaire mis en place par le génie pour accélérer la retraite de la ligne KW. L'artillerie étant prioritaire, les carabiniers doivent patienter 4 heures avant que finalement le pont ne ploie sous le poids d'un lourd chargement de munitions. Le régiment est alors redirigé sur Malines. Il y arrive à la hâte vers midi, et y traverse la Dyle juste avant que le génie ne fasse sauter le pont. Il prend alors la direction de Willebroek pour traverser le canal maritime. 
Dans la soirée, le Grand-Quartier-général décida que la 6e division ferait partie de l'avant-garde de la retraite sur la ligne Terneuzen-Gand-Audenarde. Vers 19h00 le régiment prit donc l'autoroute Anvers-Bruxelles à bord de camions et d'autobus vers Breendonk. Seul l'équipement nécessaire est emporté, une grande quantité de matériel et de munitions est abandonnée derrière la berme de l'autoroute.  
Le 18 mai, les carabiniers atteignent la rive ouest du canal Gand-Terneuzen via Zelzate. Le régiment stationne à Kallemansputte en attente d'ordres.
Le 19, la ligne de défense belge prend sa forme définitive sur le canal Gand-Terneuzen. Au nord, la 1re division de cavalerie garde la secteur autour de Terneuzen. Au centre se trouve le 5e corps d'armée composé des 6e et 17e division d'infanterie. La partie sud du canal est couverte par le 2e corps d'armée formé par les 11e et 13e division d'infanterie. Le régiment doit occuper Zelzate avec pour but de rendre difficile à l'ennemi l'approche du canal. Aux alentours de 16h00, les nouvelles positions sont fixées et le régiment doit se rendre sur ses positions sur le canal. Il doit s'étendre sur Zelzate le long des 2 côtés de la route d'Assenede à Wachtebeke. Le 3e bataillon était placé au flanc droit du régiment et faisait la liaison avec le 33e régiment de ligne qui se trouvait au sud de Zelzate.
Toute la journée du 20 est consacrée au renforcement des positions et au creusement de tranchées. Le régiment est inquiet de la présence du 33e de ligne, un régiment de 2e réserve dépourvu de canons anti-chars et de mortiers, et craint que l'ennemi n'y concentre ses efforts. Durant la soirée, le génie détruit le pont de Zelzate. Un premier bombardement d'artillerie signale aux carabiniers que les Allemands ne sont plus très loin de la rive est.
Le 21 mai, l'alarme est donnée vers 11 h 00. L'infanterie allemande se disperse dans Zelzate, l'artillerie allemande entre en action et les carabiniers ripostent avec leurs mortiers. Une patrouille du 37e peloton est envoyée en reconnaissance sur l'autre rive et ramène 4 prisonniers appartenant au 309e régiment d'infanterie allemand. Plus tard dans l'après-midi, l'intensité augmente et l'ennemi tente à partir de 17h00 de traverser le canal à l'aide de canots pneumatiques entre le régiment de carabiniers et les 33e et 34e régiments de ligne. Un duel d'artillerie éclate et les combats durent jusqu'à la nuit tombée.
Durant la nuit du 21 au 22 mai, le Grand-Quartier général décide d’abandonner la ligne Terneuzen-Gand-Audernarde et d'installer dans les 2 jours une nouvelle position sur le canal Léopold, le canal de dérivation de la Lys et la Lys elle-même. Sur le canal Gand-Terneuzen, le départ sera retardé pour laisser le temps à l'intendance de vider le grand dépôt d'Eeklo. Dans le sous-secteur du 1er régiment de carabiniers, il devient rapidement clair que les 33e, 34e et 37e régiments de ligne ne sont plus en état de tenir leurs positions. Toute la journée, les carabiniers sont soumis à des combats. Vers 18h00, l'ordre formel de retraite atteint les diverses compagnies. Les carabiniers sont ainsi remplacés à la tombée de la nuit par les cavaliers du 1er régiment de guides qui ont pour mission de couvrir la retraite de l'infanterie. 
Le régiment quitte Eeklo durant la nuit du 22 au 23 mai pour traverser la dérivation de la Lys à Veldekens. Le 3e bataillon garde le pont de Ravenschoot. Le 1er bataillon doit lui protéger le pont de Veldekens. Le 2e bataillon est placé sur son flanc droit. Les ponts sur le canal sont minés le jour-même sauf le pont de l'écluse à Balgerhoeke, mais dont les 2 voies d'accès sont minées par le génie, pour éviter une baisse des eaux du canal. 
Dans la nuit du 23 au 24 mai, les derniers soldats belges quittent le canal Gand-Terneuzen. À 3 h 00 passe le dernier train sur le pont d'Eeklo. Les Allemands traversent rapidement le canal Gand-Terneuzen et suivent les Belges jusqu'à leur position suivante le long du canal de dérivation. Durant cette même nuit, le 9e régiment de ligne est retiré de la 6e division d'infanterie et envoyé directement sur la Lys en renfort. 
Au matin du 24, les ponts à Balgerhoeke sont détruits et Eeklo est entièrement aux mains de l'ennemi vers la mi-journée.
Dans la matinée du 25, le régiment reçoit l'ordre de partir pour la Lys. Il y est transféré à la 18e division avec les restes de la 6e division. Dans l'après-midi, le régiment subit des attaques sporadiques et des bombardements.
Le 26 mai, le 7e régiment de chasseurs à pied et le 23e régiment de ligne qui sont positionnés respectivement au nord et au sud du régiment subissent une attaque de grande envergure. Les carabiniers finissent par se retrouver entre 2 têtes de pont allemandes qui lancent une attaque sur les flancs du régiment. Celui-ci ne parvient pas à tenir ses positions et vers 21h00, il reçoit l'ordre de décrocher derrière la ligne Stroburg-Maldegem-Oostwinkel.
Le 27 mai, les restes de trois bataillons se retirent derrière une ligne allant de Kleit à Ursel. Vers 07h30, les Allemands attaquent et obligent le régiment à se replier en désordre sur Oostkamp.
Le 28 mai, à la suite de la capitulation de l'armée belge, le régiment est dissous et les carabiniers envoyés en captivité en Allemagne.

## Après-guerre
Le 7 mars 1946, le 1er bataillon de la 3e brigade d'infanterie formée en 1945 en Irlande reprend les traditions du régiment « Carabiniers Prins Boudewijn ». Le régiment est caserné successivement à Knokke, Werdohl, Maaseik, Soest et Cologne. En 1951, il déménage pour Siegen. En 1960, il envoie une compagnie de marche au Congo, puis une deuxième compagnie au Rwanda-Urundi en 1961, pour, dans chaque cas, y participer au maintien de l'ordre. En 1962, le régiment est équipé de véhicules blindés du type M75, qui resteront en service jusqu'en 1986, année durant laquelle ils seront remplacés par des M113 et des AIFV. En juin 1974, le régiment est transféré à Bourg-Léopold. Le 27 juin 1992, le régiment carabiniers Prins Boudewijn fusionne avec le 1er régiment de grenadiers pour constituer le régiment carabiniers Prince Baudouin – grenadiers.

## Drapeau
Il est remis par le roi Léopold II le 20 août 1872 à Laeken.
Il porte les inscriptions suivantes :
- Campagne 1914-1918,
- Anvers,
- Yser,
- Tervaete,
- Westroosebeke
- Rumbeke

Il porte également la fourragère aux couleurs de l'ordre de Léopold.

## Organisation

### Le 10 mai 1940
- 1 compagnie de commandement;
- 1 compagnie médicale
- 1 peloton d'éclaireurs
- 3 bataillons divisés en :
  - 3 compagnies de fusiliers
  - 1 compagnie de mitrailleurs
- 1 bataillon divisé en :
  - 1 compagnie de mitrailleurs (13e)
  - 1 compagnie anti-chars (14e)
  - 1 compagnie de mortier (15e)

Il est composé de 95 officiers, 379 sous-officiers, 410 caporaux et 2 908 soldats.

## Hommage
- Une place de Schaerbeek est nommée place des carabiniers.
- Une Rue des Carabiniers à Charleroi, La Calamine et Wavre.
- Une karabiniersstraat à Aalter, Boortmeerbeek, Halle, Roulers, Staden, Steenstrate.